# 문성웅
문성웅(한국 한자: 文星雄, 1983년 3월 13일 ~ )은 대한민국의 전 축구 선수이며, 포지션은 미드필더였다.